# 巴尔卡罗塔
巴尔卡罗塔，是西班牙埃斯特雷马杜拉巴达霍斯省的一个市镇。总面积136平方公里，总人口3686人（2001年），人口密度27人/平方公里。